# スカイツリートレイン
スカイツリートレインは、東武鉄道が保有する展望型車両の634型電車の車両愛称、および同車を使用して運行される臨時特急列車の列車愛称である。
2012年11月29日より2017年4月16日までは、臨時列車扱いであるものの毎土休日を中心に定期的な運行が行われていた（運行概況を参照）。それ以後、同車両は主に団体専用列車として運行されているが、多客期においては臨時特急列車としても運行されている。

## 運行概況
「東武沿線からスカイツリーへ」「スカイツリーから日光・鬼怒川へ」をコンセプトに、総合車両製作所で6050系の6177編成と6178編成の2編成を展望車として改造した東武634型電車（とうぶむさしけいでんしゃ）「スカイツリートレイン」は、東武トラベル主催の日帰りツアーの団体専用列車として2012年（平成24年）10月27日に浅草駅 - 東武日光駅間で初運行された。以降同年11月の土休日まで団体専用として同区間を運行していたが、同年11月29日と30日、12月の土曜日・日曜日・祝日から臨時特急列車として運行され、同年の年末年始（元日を除く）にも運行された。
2016年8月時点で、土曜日は太田 - 浅草間の上り1本、大宮 - 浅草間の上り1本（4号のみ）、浅草 - 鬼怒川温泉間の下り1本（1号のみ）、浅草 - 新栃木間の下り1本、日曜日は浅草 - 鬼怒川温泉間の1往復、東武日光 - 浅草間の上り1本、浅草 - 新栃木間の下り1本で運行される。祝日はどちらかのダイヤで運行される。
2017年4月16日をもって定期運行を終了し、以後は主に団体専用列車での運用となった。
2018年5月5日から6月29日にかけて、浅草 - 東武日光間で上り1本（51号）が、7月と8月にも同区間で1往復（下り91号、上り99号）が臨時運行されており、その後も多客期に臨時特急列車として運行されている。

## 停車駅
2017年運行時までの停車駅を以下に記す。基本的にりょうもう、きりふり、南会津、しもつけに準じている。
太田発便
太田駅 → 足利市駅 → 館林駅 → 羽生駅  → 加須駅 → 久喜駅 → 東武動物公園駅 → 北千住駅 → とうきょうスカイツリー駅 → 浅草駅
大宮発便
大宮駅 → 春日部駅 → 北千住駅 → とうきょうスカイツリー駅 → 浅草駅
鬼怒川線・会津鉄道発着便
浅草駅 - とうきょうスカイツリー駅 - 北千住駅 - 春日部駅 - 栃木駅 - 新栃木駅 - 新鹿沼駅 - 下今市駅 - 新高徳駅 - 鬼怒川温泉駅 - 鬼怒川公園駅 - 新藤原駅 - 川治湯元駅 - 湯西川温泉駅 - 上三依塩原温泉口駅 - 会津高原尾瀬口駅 - 会津田島駅
日光線発着便
浅草駅 - とうきょうスカイツリー駅 - 北千住駅 - 春日部駅 - 栃木駅 - 新栃木駅 - 新鹿沼駅 - 下今市駅 - 東武日光駅
- 全駅乗降口が1・3号車に限られ、2・4号車では降車できないと車内のドアにステッカーで案内されている。

## 使用車両
東武634型電車「スカイツリートレイン」（2両×2編成）計4両。外観は青空をイメージしたデザインと、朝焼けをイメージしたデザインの2種類。詳細は東武6050系電車#634型「スカイツリートレイン」を参照。

## 運転日
2012年10月・11月までは団体専用列車として、同年11月29日・30日と12月以降の土休日に臨時特急列車として運行。平日は運行しないため貸切も可能であった。
2013年5月22日は、東京スカイツリータウン開業1周年を記念し、とうきょうスカイツリー駅 → 浅草駅間を片道5本運行。
車両検査時は運休となり、2号・4号以外の列車は300系・350系による「きりふり」・「ゆのさと」の代走が行われた。
例年3月22日〜4月2日までの12日間、浅草駅→とうきょうスカイツリー駅間で「隅田川橋梁 サクラトレイン」を片道4本運行している。なお、2024年は3月20日〜3月31日までの12日間になっている。乗車券のみで乗車可能で、満開の桜をゆっくり楽しめるように隅田川橋梁では速度を落として走行する。
繁忙期を中心に野岩鉄道の臨時普通列車としても運行されている。

## 料金制度
設定上の大人普通特急料金（小児半額、端数は10円単位で切り上げ）。2023年3月18日改定。
| キロ程   | 特急料金 |
| -------- | -------- |
| - 40     | 550      |
| 41 - 60  | 950      |
| 61 - 90  | 1,250    |
| 91 - 120 | 1,450    |
| 121 -    | 1,650    |
| 野岩鉄道 | 380      |
| 会津鉄道 | 310      |

全列車が座席指定席制。2023年の料金改定前は「スペーシア」の土休日料金と同額に設定されていた。2015年8月8日より当時定期的に運行されていた大宮 - 北千住・とうきょうスカイツリー・浅草間の特急料金が40kmまでの料金（当時は510円）に値下げされていた。
なお、他の特急とは違い自動券売機やインターネット予約では発売されていなかったため、予め東武線各駅の有人窓口や東武トラベルなどの旅行代理店で購入が必要であった。
他の特急列車は2023年3月の特急料金改定まで、とうきょうスカイツリー駅→浅草間の乗車に限り特急料金不要で乗車できる措置がとられていたが、2017年4月までは当列車は適用外であり、2018年5月5日からの臨時運行より特急料金不要で乗車できた。

## 歴史
- 2012年（平成24年）
  - 10月27日 - 団体専用列車として浅草 - 東武日光間の1往復で運行開始。
  - 11月29日 - 臨時特急列車として浅草 - 鬼怒川温泉間の1往復で運行開始。
  - 12月1日 - 土休日を中心に上記の区間を含め、太田発と大宮発の運行も開始。
- 2013年（平成25年）
  - 3月20日 - 3月16日のダイヤ改正に伴い発車時刻が変更され、8号が東武日光発に変更される。
  - 4月26日 - 団体専用列車として北千住 - 会津田島間の運行を開始[4]。
  - 4月30日 - 臨時特急列車として北千住 - 会津田島間の運行を開始[5]。
  - 5月22日 - 東京スカイツリーの開業1周年を記念し、とうきょうスカイツリー - 浅草間の上り電車で初めて料金不要の臨時列車として運行[6]。
- 2015年（平成27年）
  - 6月27日 - 検査入場のため、8月2日まで全列車運休とする。
  - 8月8日 - 52号を増発し、2号を運休。大宮発着の特急料金を510円に値下げ[7]。
  - 9月12日 - 平成27年台風第18号に伴う豪雨の影響により、全列車で長期運休となる。
  - 9月26日 - スカイツリートレイン南会津号を除く全列車で運行再開[8]。
- 2016年（平成28年）
  - 3月19日 - 52号が運転終了。
  - 4月2日 - 2号が運転再開。
  - 8月12日 - スカイツリートレイン南会津号が運転再開。
- 2017年（平成29年）4月16日 - 定期運行終了[9]。
- 2018年（平成30年）
  - 5月5日 - 6月29日までの月・金曜日を中心に51号が臨時運行される[3]
  - 12月22日・12月29日、2019年（平成31年）1月5日・1月12日にかけて77号・92号が運行された。
- 2019年（令和元年）6月15日 - 東武宇都宮線無料乗車デーの一環として栃木 - 東武宇都宮間で3往復運転。
- 2023年
  - 4月24日 ～ 4月28日 - 野岩鉄道で車両検査時の代替として運行[10]
  - 7月23日 ～ 7月30日 - 野岩鉄道で車両検査代替および田島祇園祭にあわせた臨時として運行[11][12][13]
  - 12月30日 ～ 1月2日 - 野岩鉄道で普通電車として運行[14]

- 2024年
  - 3月20日 〜 3月31日 - 浅草駅〜とうきょうスカイツリー駅間で追加料金不要の「サクラトレイン」を運転（下りのみ）[15]。
  - 12月28日 〜 2025年1月5日 - 春日部駅(上りは浅草駅)〜会津田島駅間でスカイツリートレイン81号、82号が運転される[16]。

## その他
- 634型電車がデビューする2年半前、350系電車の353編成で2010年4月24日から2010年8月まで「スカイツリートレイン」として運行されていた。これは車内に東京スカイツリーの写真等を展示しているものであり、前面や側面にもラッピングが施されていた。運行初日の「ゆのさと」275号のみ特別ヘッドマークを取り付けての運行であったが、車両不具合のため浅草発はラッピング無しの351編成で運転され、新栃木駅で353編成と車両交換を行った。
- 2012年12月22日から24日までの3日間、東京スカイツリーで開催された"LIGHT ART ENTERTAINMENT 2012"のクリスマスイベントの一環として、「スカイツリートレイン」1号の春日部駅からと同8号の栃木駅から乗車した乗客に車内コンシェルジュより、東京スカイツリーオリジナルピンバッジがプレゼントされた[17]。また、車内は"TOKYO SKYTREE Dream Christmas 2012"のポスターが貼られ、車窓にはソラカラちゃんたちのクリスマスデザインされた白いステッカーも貼られていた[17]。さらにイベントステージにはクリスマスツリーも飾られていた。